# Chickenfoot
Chickenfoot es un supergrupo de origen estadounidense, formado en Cabo San Lucas, Baja California Sur, México, en 2008, que fusiona diversas tendencias musicales como el blues rock, el heavy metal y el hard rock.
El grupo está integrado por el vocalista Sammy Hagar (ex-Van Halen, y Montrose), el bajista Michael Anthony (también ex Van Halen), el guitarrista Joe Satriani y el baterista Chad Smith (de Red Hot Chili Peppers). Su primer álbum fue lanzado el 5 de junio de 2009 en Europa y el 7 de junio en los Estados Unidos.

## Presentaciones
Su primera presentación fue en un concierto de Sammy Hagar en Las Vegas. Tenían un listado de tres canciones en el cual estaban incluidos los temas "Rock and Roll" de Led Zeppelin y "Dear Mr. Fantasy" de Traffic. De la presentación Chad Smith fue el pegamento que mantiene unida a la banda - "El material es realmente golpeador, cualquiera que estuvo alguna vez cerca de Chad sabe que tiene una gran personalidad, una gran energía en la batería y en persona es realmente explosivo" dijo Satriani.
La banda anunció su primera gira en 2009, que inició en mayo con varios conciertos en Estados Unidos, y continuó en junio y julio en varios países de Europa. La gira incluyó presentaciones individuales y también festivales junto con otros artistas.
Su primer álbum ha sido muy bien valorado por la crítica por su sonido ochentero y a la vez moderno. Cabe señalar que en octubre de 2009 el disco debut ganó el premio de disco de oro según la RIAA.
En abril de 2010 publican un DVD/Bluray con grabaciones de dos conciertos en Seatlle y Reno, que titulan CHICKENFOOT LIVE: GET YOUR BUZZ ON!
Hay dudas sobre la continuidad del grupo, dado que Chad Smith, tiene que entrar a grabar con Red Hot Chilli Peppers. Pero acaban dando a conocer que tienen intención de entrar a grabar un nuevo disco en 2011 y salir de gira hacia 2012.
En 2011 publican un nuevo álbum llamado Chickenfoot III se presenta con imágenes en 3D, incluyendo fotografías y gafas 3D para visionarlo. Además al mirar con el cristal azul o rojo la portada tiene dos imágenes distintas.
En 2012 publican un álbum en vivo: LV, con canciones grabadas en varias ciudades de Estados Unidos.

## Integrantes
- Sammy Hagar - voz, guitarra rítmica.
- Joe Satriani - guitarra líder, teclados
- Michael Anthony - bajo, coros
- Chad Smith - batería, percusión

## Discografía

### Álbum
- Chickenfoot (2009)
- Chickenfoot III (2011)
- Chickenfoot LV (2012)

### Video
- Get Your Buzz On Live (2010)